# Камб'я (волость)
Ка́мб'я (ест. Kambja vald) — волость в Естонії, одиниця самоврядування в повіті Тартумаа, утворена під час адміністративної реформи 2017 року шляхом примусового об'єднання волостей Камб'я та Юленурме.

## Географічні дані
Площа волості — 275,5 км2.
На території, що увійшла до складу новоутвореного самоврядування, станом на 1 січня 2017 року чисельність населення становила 9937 осіб: у волості Камб'я мешкали 2557 жителів, у волості Юленурме — 7380 осіб.

## Населені пункти
Адміністративний центр — селище Камб'я.
На території самоврядування розташовані:
5 селищ (alevik): Камб'я (Kambja), Кюлітсе (Külitse), Ряні (Räni), Тирванді (Tõrvandi), Юленурме (Ülenurme);
40 сіл (küla):
Аакару (Aakaru), Вана-Куусте (Vana-Kuuste), Вірулазе (Virulase), Віснапуу (Visnapuu), Иссу (Õssu), Івасте (Ivaste), Каатсі (Kaatsi), Каванду (Kavandu), Каммері (Kammeri), Кирккюла (Kõrkküla), Кодіярве (Kodijärve), Куллаґа (Kullaga), Лаане (Laane), Лаллі (Lalli), Лемматсі (Lemmatsi), Лепіку (Lepiku), Ляті (Läti), Мадізе (Madise), Мяекюла (Mäeküla), Оомісте (Oomiste), Паалі (Paali), Палумяе (Palumäe), Панґоді (Pangodi), Пуллі (Pulli), Пюгі (Pühi), Раанітса (Raanitsa), Ребазе (Rebase), Реола (Reola), Реоласоо (Reolasoo), Рійвіку (Riiviku), Сіпе (Sipe), Сірваку (Sirvaku), Сойнасте (Soinaste), Соосілла (Soosilla), Сулу (Sulu), Сууре-Камб'я (Suure-Kambja), Талвікезе (Talvikese), Татра (Tatra), Тясвере (Täsvere), Угті (Uhti).

## Історія
22 червня 2017 року Уряд Естонії постановою № 101 затвердив утворення нової адміністративної одиниці шляхом злиття самоврядувань Камб'я та Юленурме, визначивши назву нового муніципалітету як волость Камб'я. Волосні ради Камб'я та Юленурме, не бажаючи добровільно об'єднуватися, оскаржували примусове злиття у Верховному суді, проте судова колегія конституційного нагляду залишила рішення Уряду без змін. Об'єднання волостей набрало чинності 21 жовтня 2017 року після оголошення результатів виборів до волосної ради нового самоврядування. Волость Юленурме вилучена з «Переліку адміністративних одиниць на території Естонії».